# Amanda Strömberg

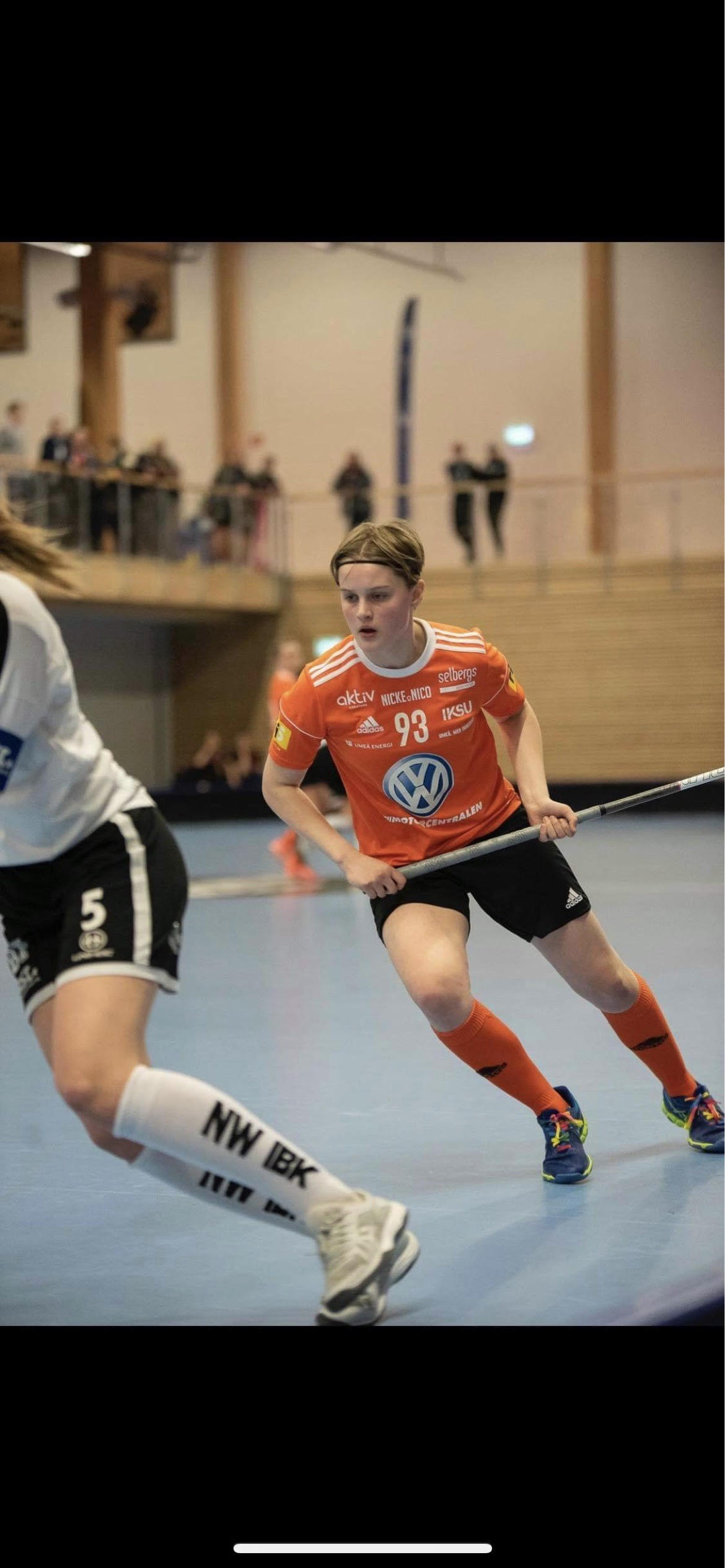
Amanda Strömberg

Amanda Strömberg, född 26 september 2001, är en svensk daminnebandyspelare som för närvarande spelar för Jönköpings IK i Svenska Superligan Damer (SSL). 

## Spelarkarriär
Amanda Strömberg började spela innebandy när hon var 11 år gammal med Sandåkerns SK. I hennes första säsong i Allsvenskan damer (2017/18) med IKSU Ungdom gjorde hon 12 poäng på 20 matcher och 40 poäng totalt på sina 3 säsonger i Allsvenskan.
Hon var bästa poänggöraren i Västerbotten när hon tog SM-brons i distriktslags-SM (SDF-SM 2018) för flickor födda 2001. 
Hon tog SM-guld den 24 april 2019 i DJ17-klassen med IKSU innebandy där hon ledde poängligan i cupen (Innebandyfesten) och stod för ett mål och assist i finalen mot Nacka Wallenstam. 
Amanda Strömberg gjorde debut i svenska innebandyns högsta liga' för damer, Svenska Superligan, den 18 september 2021.  

### Landslagsspel
Den 5 maj 2019 blev hon kallad till läger på Bosön för det svenska U19-landslaget.